# Jacob Tullin Thams
Jacob Tullin Thams (* 7. April 1898 in Oslo; † 27. Juli 1954 ebenda) war ein norwegischer Skispringer, Skilangläufer und Segler. Mit Skisprunggold 1924 und Segelsilber 1936 ist er einer von nur acht Sportlern, die sowohl bei Olympischen Winter- wie Sommerspielen eine Medaille gewinnen konnten. Die anderen sind Gillis Grafström, Edward Eagan, Christa Luding-Rothenburger, Clara Hughes, Lauryn Williams, Eduardo Alvarez und Alexandra Burghardt.

## Werdegang
Thams war von Beruf Hochseematrose.
Bei den ersten Olympischen Winterspielen gewann er 1924 in Chamonix die Goldmedaille im Skispringen. Da die Nordischen Skiweltmeisterschaften in diesem Jahr im Rahmen der Olympischen Spiele ausgetragen wurden, wurde er mit seinem Olympiasieg zugleich Weltmeister. Bei der Nordischen Skiweltmeisterschaft 1926 in Lahti wurde er erneut Weltmeister, im selben Jahr erhielt er die Holmenkollen-Medaille.
Bei den Olympischen Winterspielen 1928 in St. Moritz hätte er seinen Sieg von 1924 wohl wiederholen können. Nach dem ersten Sprung lag er auf dem fünften Rang, im zweiten Durchlauf sprang er die Weltrekordweite von 73 Metern, stürzte aber bei der Landung und wurde wegen der schlechten Haltungsnoten nur 28. Zuvor hatte sich Thams noch bei der Schweizer Jury darüber beschwert, dass der Anlauf zu lang gewählt sei und daher mittelmäßigen Springern ein Vorteil verschafft würde, die guten Springer aber gefährliche Weitenbereiche erreichen könnten.
Bei den in der Kieler Förde ausgetragenen Segelwettbewerben der Olympischen Sommerspiele 1936 gewann Thams als Mannschaftsmitglied im norwegischen Boot der 8mR-Klasse Silja eine Silbermedaille.